# 美国动画
美国动画（英語：American ANimation）指的是在美国创作或由美国动画师创作的动画作品。

## 发展历史
- 默片时代的美国动画（英语：Animation in the United States during the silent era）
- 美国动画的黄金时代（英语：Golden age of American animation）
- 第二次世界大战与美国动画（英语：World War II and American animation）
- 电视时代的美国动画（英语：Animation in the United States in the television era）
- 现代美国动画

## 主要类型
- 美国成人动画（英语：Adult animation in the United States）